# Клавдий Элиан
Кла́вдий Элиа́н (лат. Claudius Aelianus, ок. 170, Пренесте, Италия, Римская империя — между 222 и 244) — римский писатель и философ, представитель «второй софистики», писавший по-гречески. Его главные произведения — «О природе животных» и «Пёстрые рассказы».

## Биография
О жизни Элиана известно очень немного. Имя Клавдий указывает на древний римский род сабинского происхождения, однако имя Элиан — греческое. Весьма вероятно, что его семья приобрела римское гражданство во времена правления императора из династии Юлиев-Клавдиев и поэтому приняла родовое имя «Клавдий».
Элиан был преподавателем риторики, получил известность при Септимии Севере и пережил Гелиогабала, который умер в 222 году. Он предпочитал греческих авторов и сам писал на греческом, нарочито архаизированным. Согласно его современнику Флавию Филострату, он приобрел такое знание греческого языка и греческой риторики, что его называли μελίγλωσσος («медовый язык»).
Флавий Филострат оставил об Элиане следующее свидетельство:

Хотя Элиан был римлянином, он владел аттическим языком не хуже природных афинян. Мне думается, что человек этот заслуживал всяческой похвалы, во-первых, потому, что добился чистоты языка, живя в городе, где на нем не говорили, и, во-вторых, из-за того, что не поверил угодникам, величавшим его софистом, не обольщался этим и не возгордился столь почетным наименованием; поняв, что у него нет необходимых для оратора дарований, он стал писать и этим прославился. Главная особенность его книг — простота слога, напоминающая чем-то прелесть Никострата, а иногда приближающаяся к манере Диона… Этот человек уверял, что не выезжал никуда за пределы Италии, ни разу не ступил на корабль и не знаком с морем. За это его ещё больше превозносили в Риме как блюстителя древних нравов. Он был слушателем Павсания, но восхищался Геродом, считая его самым разносторонним из ораторов. Прожил Элиан более шестидесяти лет и умер бездетным, ибо, не имея жены, обрек себя на это.— Жизнеописания софистов, II 31
Элиан не был женат и не имел детей. Единственная государственная должность, которую он занимал, — это должность жреца святилища Фортуны в Пренесте.
Он умер, так ни разу и не покинув Италию.

## Сочинения
От Элиана до нас дошли два сочинения: «О природе животных» (др.-греч. Περὶ ζῴων ἰδιότητος) в XVII книгах и «Пёстрая история» в XIV книгах (Ποικίλη ἱστορία, известная в русских переводах как «Пёстрые рассказы»), которые, начиная с 13-й главы III книги, сохранились во фрагментах.

### О природе животных
Греч. Περὶ ζῴων ἰδιότητος — лат. De natura animalium. В 17 книгах, некоторые из которых сохранились только в сокращенных отрывках, — красочная коллекция рассказов и легенд о животных. Иногда эти истории излагаются для того, чтобы из них можно было извлечь аллегорию или моральный урок, иногда — просто потому, что они интересны.
Сам Элиан не знал зоологии и не интересовался реальными животными, а все истории о них почерпнул из рассказов древних авторов. Например, он пишет о бобре. Оригиналом послужила басня Эзопа:
Бобр — это животное четвероногое, живёт в прудах. Говорят, что из его яичек приготовляют некоторые лекарства. И когда кто-нибудь его увидит и погонится, чтобы убить, то бобр понимает, ради чего его преследуют, и сначала бежит прочь, полагаясь на свои быстрые ноги и надеясь уйти целым: а оказавшись уже на краю гибели, он откусывает и отбрасывает свои яички и этим спасает себе жизнь. Так и разумные люди для спасения жизни ни во что не ставят богатство.
У Элиана:
Бобр земноводное существо: днём он скрывается в реках, а ночью бродит по земле, кормясь всем, что способен найти. Он-то понимает зачем охотники выслеживают его с таким рвением и стремительностью, и он сгибается, откусывает свои яички и бросает их на дороге, как благоразумный человек, который попав в руки разбойников, жертвует ношею, чтобы спасти свою жизнь, и как бы выплачивая своим имуществом выкуп. Если, однако, он однажды уже спас себе жизнь самокастрацией, а охотники опять его преследуют, тогда он встаёт и показывает, что у преследователей нет оснований гнаться за ним, и те оставляют его в покое, так как мясо его не ценится. Однако часто бобры с нетронутыми яичками, убежавши далеко насколько возможно, обращаются к заветной части тела, и с величайшим мастерством и выдумкой обманывает своих преследователей, делая вид, что уже не обладает тем, что они охраняют в тайне.
Также в книге излагается множество историй про фантастических существ — или про фантастические действия реальных существ. Например:
Есть в Пеонии животное называемое Monops[1], и размером оно с мохнатого быка. Итак, когда это животное преследуют, в волнении оно опорожняется жгучим и едким помётом, как я сказал; и если случится ему попасть на кого-то из охотников, то тот умирает.
Я прознал, что коровы в Сузах знакомы с арифметикой. И это не праздная байка, а засвидетельствовано историей. В Сузах Царь имел много коров, которые каждая ежедневно доставляли по сто вёдер воды в засушливые места парка. Итак, они с особым рвением исполняли работу, которую возлагали на них, или к которой они давно привыкли, и вы бы никогда не увидели их порожними. Если однако их пытались заставить тащить хотя бы на одно ведро больше сотни, они упирались, и ни уговорами, ни ударами невозможно было их сдвинуть. Об этом рассказал Ктесий.
Самая ранняя рукопись датируется X веком (Codex Parisinus Suppl. 52).

### Пёстрые рассказы
Греч. Ποικίλη ἱστορία — лат. Varia historia. Представляют собой сборник анекдотов и биографических очерков, списков, изречений, описаний природных чудес и странных местных обычаев, а также анекдоты о знаменитых греческих философах, поэтах, историках, драматургах и т. п. Сочинение в 14 книгах, в большей части сохранившаяся только в сокращенной форме.
Самая ранняя рукопись X века (Codex Ambrosianus 82 B 4 Sup.) Первая публикация в новое время имела место в 1545 году.

### Сочинения, приписываемые Элиану
«Письма крестьян» (Ἐπιστολαὶ ἀγροικικαί) — псевдоэпистолярий в стиле Алкифрона. Представляет собой двадцать «писем», описывающих буколическую жизнь афинских крестьян, занятых сельскохозяйственными работами и любовью. При этом Элиан, по собственным словам, никогда не бывал за пределами Италии и никогда не ступал на борт корабля. Поэтому, а также по другим причинам, его авторство ставится под сомнение.
Самая старая рукопись — Ambrosianus graecus B 004 sup. (X век.).

### Несохранившиеся сочинения и фрагменты
Письма о Провидении (Περὶ προνοίας) и сочинение о вмешательстве Бога в управление миром («О божественных проявлениях») утрачены. Небольшие фрагменты сохранились в книге Су́да.

## Тексты и переводы
- Сочинения в немецком переводе (1842)

«Пёстрые рассказы»:
- Оригинальный греческий текст в цифровой библиотеке Perseus
- «Пёстрые рассказы» (издание греческого текста, Лейпциг, 1829)
- Елиана различные повести / Пер. И. Сичкарева. — СПб., 1773—1787. — Ч. 1. 1773; Ч. 1—2. 1787. (в ч. 1 также «Жизнь Елианова из 2 книги Филострата о жизнях софистов»).
- Элиан. Пёстрые рассказы Архивная копия от 13 марта 2017 на Wayback Machine / Пер. С. В. Поляковой; Отв. ред. В. В. Струве. — М.; Л.: Изд-во АН СССР, 1963. — 188 с. — (Сер.: «Лит. памятники»). — 30000 экз. (Репринт. изд. М.: Ладомир; Наука, 1995).

«О природе животных»:
- Оригинальный греческий текст в цифровой библиотеке Perseus
- Сочинение о животных (издание греческого текста, Лейпциг, 1832)
- Сочинение On the Characteristics of Animals издано в серии «Loeb classical library» в 3 т. (под № 446, 448, 449). Том 4 серии (№ 486) включает «Пёстрые рассказы». Письма в отдельном томе (с другими эпистолографами).
- О природе животных (отрывки) / Пер. С. Поляковой // Поздняя греческая проза / Сост. С. Поляковой. — М.: ГИХЛ, 1961. — С. 532—540.
- О животных (отрывки) / Пер. М. Л. Гаспарова. // Памятники поздней античной поэзии и прозы. — М.: Наука, 1964. — С. 285—296.
- Рассказы о животных (отрывки) / Пер. и примеч. Г. А. Тароняна // Древний Восток в античной и раннехристианской традиции: (Индия, Китай, Юго-Вост. Азия). — М.: Ладомир, 2007. — С. 260—264.
- Отрывок (XI 10—11) / Пер. А. Г. Алексаняна.

«Крестьянские письма»:
- Оригинальный греческий текст в цифровой библиотеке Perseus
- Письма крестьян (избранные) / Пер. М. Л. Гаспарова // Памятники позднего античного ораторского и эпистолярного искусства / Отв. ред. М. Е. Грабарь-Пассек. — М.: Наука, 1964. — С. 153—155.